# Port de Leixões
Le port de Leixões (Porto de Leixões en portugais) est l'un des plus grands ports maritimes du Portugal. C'est un port artificiel construit à la fin du XIXe siècle, situé à l'embouchure du fleuve côtier Leça (pt), dans la municipalité de Matosinhos.
Le port de Leixões est le plus grand port artificiel du Portugal (après le port de Sines). Il est la plus grande infrastructure portuaire de la région septentrionale du Portugal et l'une des plus importantes du pays. Représentant 25 % du commerce international portugais et traitant environ 14 millions de tonnes de marchandises par an, Leixões est l'un des ports les plus compétitifs et diversifiés du pays. Près de trois mille navires transitent par Leixões chaque année avec tous les types de cargaisons ainsi que des passagers de navires de croisière.
Sur la jetée nord du port de Leixões, se trouve la marina de Leixões (pt), également appelée Marina Porto Atlântico. Le nouveau terminal de croisière de Leixões, une structure de 40 mètres de haut et de 18 500 mètres cubes de béton, a été inauguré en 2015. Ce nouveau terminal pourrait gérer, à terme, près de 130 000 passagers. En 2016, il a accueilli 84 croisières et plus de 71 000 passagers.
Un des symboles du port est ses deux grues Titan. Ces deux énormes grues à vapeur ont été construites de 1884 à 1892 par l'entreprise française Dauderni et Duparchy afin d'édifier chacune un brise-lames du port. Ces engins faisant près de 69 mètres de long, pesant 420 tonnes et s'élevant à environ 17 mètres de haut, manipulaient des blocs de granit pesant jusqu'à 50 tonnes. Ce sont des témoins exceptionnels de l'ingénierie de la fin du XIXe siècle : les rares grues Titan survivantes, comme celle de Clydebank (en) sont postérieures et mues à l'électricité. Dans la nuit du 22 au 23 décembre 1892 une tempête jette le Titan de la jetée nord à la mer ; il est récupéré en 1896, et remonté afin de participer à l'entretien de la jetée. Le 12 avril 2012, c'est le Titan sud qui s'effondre à la suite d'un incident : sa reconstruction a débuté en 2021.